# 革命廣場 (布加勒斯特)

革命廣場（羅馬尼亞語：Piața Revoluției），1989年前称共和国宫广场（羅馬尼亞語：Piața Palatului），是位於羅馬尼亞首都布加勒斯特市中心的一個廣場。革命廣場是1989年羅馬尼亞革命發生的地點，在革命之後改為現在的名稱。